# Belizisch-haitianische Beziehungen
Die Belizisch-haitianischen Beziehungen beschreiben das bilaterale Verhältnis zwischen der früheren britischen Kronkolonie Britisch Honduras, Belize, einerseits und der Republik Haiti andererseits.
Beide Länder sind Mitglieder der Vereinten Nationen, der Organisation Amerikanischer Staaten und der Karibischen Gemeinschaft (CARICOM).

## Geschichte und Stand
Haiti erlangte die Unabhängigkeit von der früheren Kolonialmacht Frankreich bereits im Jahr 1804, während Belize erst im Jahr 1981 vom Vereinigten Königreich unabhängig wurde.
Belize hat einen Honorkonsul in Pétionville, Haiti, bestellt.
Für haitianische Staatsangehörige besteht Visumspflicht für Belize.
Beide Länder führten gemeinsam, finanziert von der Interamerikanischen Entwicklungsbank  (IADB), Projekte auf dem Gebiet der Tourismusförderung in Küstenregionen durch.
Im März 2021 wurde die belizische Fußballnationalmannschaft, die zu einem Qualifikationsspiel zur Fußballweltmeisterschaft nach Port-au-Prince gekommen war, auf dem Weg vom Flughafen zu ihrem Hotel von der bewaffneten kriminellen Bande Fantom 509 angegriffen. Die vier begleitenden Angehörigen der Police Nationale d’Haïti (PNH) mussten mit den Angreifern verhandeln, um sicherzustellen, dass alle Sportler und Funktionäre schadlos in die Unterkunft gelangten.
Nach dem Erdbeben in Haiti im Jahr 2021 und den vom tropischen Wirbelsturm Grace verursachten Verwüstungen stellte die belizische Regierung über die Caribbean Disaster Emergency Management Agency (CDEMA) Hilfsgelder in Höhe von 200.000 Belize-Dollar (knapp 100.000 Euro) zur Verfügung.
Anfang März 2022 reiste der haitianische Premierminister Ariel Henry nach Belize, wo in San Pedro ein Gipfeltreffen der CARICOM stattfand. Er führte am Rande ein bilaterales Gespräch mit dem belizischen Amtskollegen Johnny Briceño.
Im Oktober 2023 kündigte die belizische Regierung an, sich angesichts der Krise in Haiti mit Kräften der Belize Defense Force und der Küstenwache des Landes an der vom Sicherheitsrat der Vereinten Nationen autorisierten multinationalen Unterstützungsmission für die Sicherheit in Haiti zu beteiligen. Die Rede war von 50 bewaffneten Angehörigen der Streitkräfte. Anfang September 2024 reisten zwei belizische Stabsoffiziere und rund 50 Soldaten nach Jamaika, um den Einsatz in Haiti vorzubereiten. Sie wurden von Angehörigen der Canadian Armed Forces (CAF) ausgebildet und insbesondere sprachlich geschult. Die Offiziere kamen gemeinsam mit dem jamaikanischen Kontingent im September 2024 in Port-au-Prince an.
Im Januar 2025 stellte die belizische Regierung die Absicht der Entsendung des vollen Kontingents „angesichts der volatilen Lage in der Region“ in Frage.